# Anders Persson i Rankhyttan
Anders Persson på Rankhyttan, död 1534, var en svensk bergsman.
Han var en av förgrundsfigurerna i sägnerna omkring Gustav Vasas äventyr i Dalarna. Han skall  ha känt igen flyktingen Vasa. Dessa skall i sin ungdom ha studerat samtidigt i Uppsala. Därför sökte han sin tillflykt på Rankhyttan i Vika socken. Anders Persson vågade inte behålla sin forne studiekamrat hos sig, utan skickade iväg honom. Några månader senare anslöt sig Anders till Gustav Vasa och förblev honom trogen i samband med Peder Sunnanväders och daljunkerns uppträdande samt under västgötaupproret. Under klockupproret anslöt sig Anders till de upproriska. Han avrättades 1534 som deras ledare. 